# Sungai Sariak
Sungai Sariak is een bestuurslaag in het regentschap Padang Pariaman van de provincie West-Sumatra, Indonesië. Sungai Sariak telt 14.614 inwoners (volkstelling 2010).